# 28 let poté
28 let poté (v anglickém originále: 28 Years Later) je postapokalyptický hororový film o dospívání z roku 2025, který produkoval a režíroval Danny Boyle a napsal Alex Garland. Třetí díl filmové série navazuje na filmy 28 dní poté (2002) a 28 týdnů poté (2007). Ve filmu hrají Jodie Comer, Aaron Taylor-Johnson, Alfie Williams ve svém filmovém debutu a Ralph Fiennes.

## Obsazení
| Alfie Williams       | Spike             |
| Jodie Comer          | Isla              |
| Aaron Taylor-Johnson | Jamie             |
| Ralph Fiennes        | doktor Ian Kelson |
| Edvin Ryding         | Erik Sundqvist    |
| Christopher Fulford  | Sam               |
| Stella Gonet         | Jenny             |
| Jack O'Connell       | Jimmy Crystal     |
|                      |                   |
|                      |                   |
|                      |                   |
|                      |                   |
|                      |                   |
|                      |                   |
|                      |                   |
|                      |                   |

## Vývoj a produkce
Plány na třetí film začaly krátce po uvedení filmu 28 týdnů poté. Projekt měl v průběhu let četná zpoždění kvůli sporům o filmová práva na sérii. V roce 2024 se však situace změnila, když producent série Andrew Macdonald odkoupil práva na první film od společnosti Searchlight Pictures a poté je prodal společnosti Sony Pictures pod podmínkou, že studio souhlasí s financováním pokračování.
Na filmu 28 let poté opět pracovali Boyle, Garland a kameraman Anthony Dod Mantle, kteří všichni pracovali na prvním filmu, přičemž původní hvězda Cillian Murphy působí také jako výkonný producent. Film byl natočen souběžně s pokračováním 28 let poté: Chrám z kostí, jehož uvedení je plánováno na rok 2026.

## Vydání a ohlasy
Film 28 let poté byl uveden ve Velké Británii a Spojených státech společností Columbia Pictures prostřednictvím Sony Pictures Releasing dne 20. června 2025. Film získal obecně pozitivní recenze od kritiků a celosvětově vydělal 150,4 milionu dolarů při rozpočtu 60 milionů dolarů.